# Rovinka
Rovinka é um município da Eslováquia, situado no distrito de Senec, na região de Bratislava. Tem 8,85 km² de área e sua população em 2019 foi estimada em 4669 habitantes.

## Demografia
| Ano:        | 1994 | 2004   | 2014     | 2024     |
| ----------- | ---- | ------ | -------- | -------- |
| Broj ljudi: | 1216 | 1368   | 3021     | 6322     |
| Razlika:    |      | +12,5% | +120,83% | +109,26% |

| Ano:               | 2023 | 2024   |
| ------------------ | ---- | ------ |
| Número de pessoas: | 6099 | 6322   |
| Diferença:         |      | +3,65% |